# ستافروبول

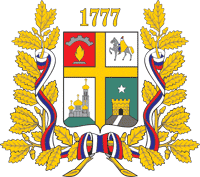

إِسْتَفْرُوبُول (نقحرة: ستافروبول) (الروسية: Ставрополь) هي إحدى مدن روسيا في الكيان الفدرالي الروسي ستافروبول كراي، وتعني اشتقاقياً باللغة اليونانية «مدينة الصليب».

## المناخ
يظهر الجدول التالي التغييرات المناخية على مدار السنة لستافروبول:
| البيانات المناخية لـستافروبول     | البيانات المناخية لـستافروبول | البيانات المناخية لـستافروبول | البيانات المناخية لـستافروبول | البيانات المناخية لـستافروبول | البيانات المناخية لـستافروبول | البيانات المناخية لـستافروبول | البيانات المناخية لـستافروبول | البيانات المناخية لـستافروبول | البيانات المناخية لـستافروبول | البيانات المناخية لـستافروبول | البيانات المناخية لـستافروبول | البيانات المناخية لـستافروبول | البيانات المناخية لـستافروبول |
| الشهر                             | يناير                         | فبراير                        | مارس                          | أبريل                         | مايو                          | يونيو                         | يوليو                         | أغسطس                         | سبتمبر                        | أكتوبر                        | نوفمبر                        | ديسمبر                        | المعدل السنوي                 |
| --------------------------------- | ----------------------------- | ----------------------------- | ----------------------------- | ----------------------------- | ----------------------------- | ----------------------------- | ----------------------------- | ----------------------------- | ----------------------------- | ----------------------------- | ----------------------------- | ----------------------------- | ----------------------------- |
| الدرجة القصوى °م (°ف)             | 16.7 (62.1)                   | 20.9 (69.6)                   | 30.2 (86.4)                   | 35.0 (95.0)                   | 32.5 (90.5)                   | 36.3 (97.3)                   | 38.6 (101.5)                  | 39.7 (103.5)                  | 37.3 (99.1)                   | 34.2 (93.6)                   | 24.8 (76.6)                   | 21.9 (71.4)                   | 39.7 (103.5)                  |
| متوسط درجة الحرارة الكبرى °م (°ف) | 1.2 (34.2)                    | 1.7 (35.1)                    | 7.3 (45.1)                    | 15.5 (59.9)                   | 20.5 (68.9)                   | 24.9 (76.8)                   | 28.2 (82.8)                   | 28.0 (82.4)                   | 22.4 (72.3)                   | 15.3 (59.5)                   | 7.5 (45.5)                    | 2.9 (37.2)                    | 14.6 (58.3)                   |
| المتوسط اليومي °م (°ف)            | −2.3 (27.9)                   | −2.3 (27.9)                   | 2.3 (36.1)                    | 9.6 (49.3)                    | 14.8 (58.6)                   | 19.2 (66.6)                   | 22.3 (72.1)                   | 21.8 (71.2)                   | 16.4 (61.5)                   | 10.0 (50.0)                   | 3.4 (38.1)                    | −0.7 (30.7)                   | 9.5 (49.1)                    |
| متوسط درجة الحرارة الصغرى °م (°ف) | −5.1 (22.8)                   | −5.3 (22.5)                   | −1.1 (30.0)                   | 5.1 (41.2)                    | 10.0 (50.0)                   | 14.5 (58.1)                   | 17.1 (62.8)                   | 16.5 (61.7)                   | 11.8 (53.2)                   | 6.3 (43.3)                    | 0.5 (32.9)                    | −3.5 (25.7)                   | 5.6 (42.1)                    |
| أدنى درجة حرارة °م (°ف)           | −27.7 (−17.9)                 | −28.3 (−18.9)                 | −19.4 (−2.9)                  | −10.7 (12.7)                  | −2.3 (27.9)                   | 3.1 (37.6)                    | 8.5 (47.3)                    | 6.0 (42.8)                    | −3.5 (25.7)                   | −12.0 (10.4)                  | −19.9 (−3.8)                  | −24.3 (−11.7)                 | −28.3 (−18.9)                 |
| الهطول مم (إنش)                   | 29 (1.1)                      | 28 (1.1)                      | 35 (1.4)                      | 45 (1.8)                      | 66 (2.6)                      | 83 (3.3)                      | 58 (2.3)                      | 43 (1.7)                      | 47 (1.9)                      | 49 (1.9)                      | 46 (1.8)                      | 33 (1.3)                      | 562 (22.1)                    |
| متوسط الأيام الممطرة              | 5                             | 5                             | 8                             | 13                            | 13                            | 13                            | 10                            | 8                             | 10                            | 11                            | 10                            | 7                             | 113                           |
| متوسط الأيام المثلجة              | 13                            | 13                            | 9                             | 1                             | 0.3                           | 0                             | 0                             | 0                             | 0                             | 1                             | 6                             | 10                            | 53                            |
| متوسط الرطوبة النسبية (%)         | 84                            | 82                            | 78                            | 68                            | 68                            | 66                            | 60                            | 60                            | 68                            | 77                            | 84                            | 84                            | 73                            |
| المصدر: Pogoda.ru.net             |                               |                               |                               |                               |                               |                               |                               |                               |                               |                               |                               |                               |                               |

## توأمة
لستافروبول اتفاقيات توأمة مع كل من:
- قارص
- دي موين (27 يوليو 1992 - )[13]
- بازارجيك (1969 - )[14]
- أومسك (21 سبتمبر 2013 - )[15]
- أستراخان (1998 - )
- تشنجيانغ (24 ديسمبر 2012 - )[16]
- يريفان (2013 - )[17]
- فلاديقوقاز (8 أبريل 2015 - )[15]
- South-Eastern Administrative Okrug [الإنجليزية]‏ (9 أبريل 2010 - )[15]
- محج قلعة (20 يناير 2011 - )[15]
- فيودوسيا (22 نوفمبر 2002 - )[15]
- إيليستا (25 أبريل 2014 - )[15]
- تشانغتشو (24 يوليو 2014 - )[18]
- بيزييه (1982 - )[19]

## أعلام
- ميخائيل غورباتشوف
- سيرجي سامودين
- إيليا كوتيبوف
- يفجيني كوزنتسوف
- ألكسي درييف
- ديمتري سوكولوف